# Tindaria perrieri
Tindaria perrieri — вид двостулкових молюсків родини Tindariidae. Це морський демерсальний вид, що мешкає в Північній Атлантиці поблизу Азорських островів.